# Bácum (kommun)
Bácum är en kommun i Mexiko.   Den ligger i delstaten Sonora, i den nordvästra delen av landet, 1 400 km nordväst om huvudstaden Mexico City.
Följande samhällen finns i Bácum:
- Bácum
- Miguel Alemán